# Myles Jeffrey
Myles David Jeffrey (Riverside County, 5 ottobre 1990) è un attore e doppiatore statunitense.

## Biografia
Fratello minore di Ryan Rickman e Kyle Jeffrey, Myles ha preso parte a molti film e telefilm diventando prestissimo, ancora ragazzino, noto e apprezzato al pubblico e anche alla critica cinematografica, come dimostrato dai risultati raggiunti dall'attore.

## Riconoscimenti
Jeffrey ha ottenuto 4 nomination concernenti gli Young Artist Awards: 2 nel 1999, poi nel 2002 e nel 2003. Ha conseguito altresì 3 importanti vittorie di cui una nel 1999 per gli YoungStar Awards e successivamente, ancora per gli Young Artist Awards, negli anni 2000 e 2001.

## Filmografia parziale

### Cinema
- Face/Off - Due facce di un assassino (Face/Off), regia di John Woo (1997)
- Merry Christmas, George Bailey, regia di Matthew Diamond (1997)
- La strana coppia 2 (The Odd Couple II), regia di Howard Deutch (1998)
- Mowgli e il libro della giungla (The Jungle Book: Mowgli's Story), regia di Nick Marck (1998)
- Geppetto, regia di Tom Moore (2000)
- The (Mis)Adventures of Fiona Plum (2001)
- Tart - Sesso, droga e... college (Tart), regia di Christina Wayne (2001)
- Che fine ha fatto Santa Clause? (The Santa Clause 2), regia di Michael Lembeck (2002)
- Tempeste di ghiaccio (Frozen Impact), regia di Neil Kinsella (2003)
- Detective Novak: indagine ad alta quota (Code 11-14) (2003)
- Hoodlum & Son (2003)
- Timecop 2: The Berlin Decision, regia di Steve Boyum (2003)
- Reprisal, regia di Brian A. Miller (2018)

### Televisione
- Lois & Clark - Le nuove avventure di Superman (Lois & Clark: The New Adventures of Superman) - serie TV, episodio Il paese dei balocchi (Toy Story) (1997)
- Beverly Hills 90210 (Beverly Hills, 90210) - serie TV, episodi vari (1997 - 1998)
- E.R. - Medici in prima linea (ER) - serie TV, episodio I dubbi di Chen ("The Greatest of Gifts") (2000)
- Invito a cena con vampiro (Mom's Got a Date with a Vampire) - Film TV, regia di Steve Boyum (2000)
- Popular - serie TV, episodio L'angelo custode ("The Consequences of Falling") (2000)
- In tribunale con Lynn (Family Law) - serie TV, episodio "Safe at Home" (2001)
- Il tocco di un angelo (Touched by an Angel) - serie TV, episodio "?" ("Forever Young") (2002)

### Doppiatore
- Babe va in città (Babe: Pig in the City), regia di George Miller (1999)
- Ultime dal cielo (Early Edition) - serie TV, episodi vari (1998 - 1999)
- Alieni in famiglia (Stepsister from Planet Weird) - Film TV, regia di Steve Boyum (2000)
- Ricreazione: Un nuovo inizio (Recess: Taking the Fifth Grade), regia di Howy Parkins (2003)
- Ricreazione: Stiamo crescendo (Recess: All Growed Down), regia di Howy Parkins e Brenda Piluso (2003)
- Stuart Little, serie animata (2003)
- Ant Bully - Una vita da formica (The Ant Bully), regia di John A. Davis (2006)

## Doppiatori italiani
Nelle versioni in italiano dei suoi lavori, Myles Jeffrey è stato doppiato da:
- Flavio Aquilone in Tart - Sesso, droga e... college

Da doppiatore è sostituito da:
- Alessio Ward in Babe va in città
- Paola Majano in Ricreazione: Un nuovo inizio
- Manuel Meli in Stuart Little
- Leonardo Graziano in Ant Bully - Una vita da formica